# ドンキーコングJR.
『ドンキーコングJR.』（ドンキーコングジュニア、DONKEY KONG JR.）は、1982年に稼働した任天堂のアーケードゲーム。アーケード版と一部の日本国外版では『DONKEY KONG JUNIOR』と表記されている。

## 概要
マリオによって檻に幽閉されたドンキーコングを、息子のドンキーコングジュニアが助けに向かう、一画面固定アクションゲーム。

## ゲーム内容
4面を1周として構成されており、4面をクリアすると難易度が上がった1面からまた始まるループ制。
ジャンプがメインの前作と異なり、ツルを上り下りするアクションが特徴的。ツルを上るときは2本のツルを両手でつかむことで速く上昇し、下りるときは1本のツルにしがみつくことで一気に下降することができる。ジュニアの唯一の武器となるステージの各所に配置されている果物を、上手く使って攻略していく。4面は鍵を押し上げてパパコングの閉じ込められた檻を開けるステージになっている。
ミスになると、目玉が左右交互に大きくなり、両手をバタバタさせながら絶叫する。その後、左目のみ大きくなり両手を平行にしたまま画面下へ落下しフェードアウトする（落下しない場合がある）。
前作と同様にレベル22はボーナスポイントが400（4カウント分）減っただけでミスとなる。

## 登場キャラクター
ジュニア
主人公（プレイヤーキャラクター）。前作の悪役であったドンキーコングの息子。
パパ / ドンキーコング
本作での救出対象であり、前作でのレディ（ポリーン）の役目にあたる。
マリオ
前作の主人公で、本作の悪役。今作から個人名が付けられた。常に鞭を持っており、鞭を叩いて敵キャラクターをジュニアに突撃させる。
アーケード版では2人のマリオがドンキーコングを搬送する開始デモが存在する。このうちの片方が後のルイージなのかは明言されていない。
スナップジョー
1面と4面の敵キャラクター。赤色もしくは青色の機械ワニ。
後に『スーパードンキーコング2』で同名の敵キャラクターが登場しているが、本作のものとは無関係である。
ニットピッカー
2面と4面の敵キャラクター。2面ではワシの姿で、飛行する際に卵を投下する。4面ではカラスの姿で登場。
スパーク
3面の敵キャラクター。オレンジ色もしくは青色の電気物体で、それぞれ姿が異なる。

## 移植版
| No. | タイトル                                      | 発売日                                     | 対応機種                        | 開発元               | 発売元     | メディア                                | 型式              | 売上本数 | 備考                           |
| --- | --------------------------------------------- | ------------------------------------------ | ------------------------------- | -------------------- | ---------- | --------------------------------------- | ----------------- | -------- | ------------------------------ |
| 1   | DONKEY KONG JUNIOR                            | 1982年                                     | Atari 2600                      | コレコ               | コレコ     | ロムカセット                            | -                 | -        |                                |
| 2   | DONKEY KONG JUNIOR                            | 1983年                                     | インテレビジョン コレコビジョン | コレコ               | コレコ     | ロムカセット                            | -                 | -        |                                |
| 3   | ドンキーコングJR.                             | 1983年7月15日 1987年6月15日                | ファミリーコンピュータ          | 任天堂開発第二部 SRD | 任天堂     | 192キロビットロムカセット               | HVC-JR NES-JR-EEC | 111万本  |                                |
| 4   | DONKEY KONG JUNIOR                            | 1984年                                     | BBC Micro                       | -                    | -          | -                                       | -                 | -        |                                |
| 5   | ドンキーコングJR.                             | 1988年7月19日                              | ディスクシステム                | 任天堂 SRD           | 任天堂     | ディスクカード                          | FMC-JRD           | -        |                                |
| 6   | Donkey Kong Classics                          | 1989年8月10日                              | NES                             | 任天堂 SRD           | 任天堂     | ロムカセット                            | NES-DJ-EEC        | -        |                                |
| 7   | DONKEY KONG JUNIOR                            | 2002年9月16日                              | カードe                         | -                    | 任天堂     | カード                                  | -                 | -        |                                |
| 8   | ドンキーコングJR.                             | 2006年12月2日 2006年12月4日 2006年12月22日 | Wii                             | -                    | 任天堂     | ダウンロード （バーチャルコンソール）   | FABJ FABE FABP    | -        | ファミリーコンピュータ版の移植 |
| 9   | ドンキーコングJR.                             | 2012年4月18日 2012年6月14日 2012年8月23日  | ニンテンドー3DS                 | -                    | 任天堂     | ダウンロード （バーチャルコンソール）   | TAKJ TAKE TAKP    | -        | ファミリーコンピュータ版の移植 |
| 10  | ドンキーコングJR.                             | 2013年4月27日 2013年7月15日                | Wii U                           | -                    | 任天堂     | ダウンロード （バーチャルコンソール）   | FAWJ FAWE FAWP    | -        | ファミリーコンピュータ版の移植 |
| 11  | ドンキーコングJR.                             | 2018年12月21日                             | Nintendo Switch                 | -                    | ハムスター | ダウンロード （アーケードアーカイブス） | -                 | -        | アーケード版の移植             |
| 12  | ファミリーコンピュータ Nintendo Switch Online | 2019年5月15日                              | Nintendo Switch                 | 任天堂               | 任天堂     | ダウンロード                            | -                 | -        | ファミリーコンピュータ版の移植 |

コレコビジョン版
- ファミコン版でいう1面、4面、1面、2面、4面の計5面で構成されている。

ファミリーコンピュータ版
- 『どうぶつの森+』（2001年）、『どうぶつの森e+』（2003年）の「ファミコン家具」としても登場している。
- ファミリーコンピュータへの移植の際に1面カットされた『ドンキーコング』とは異なり、本作品の移植版は削られることはなかった。ただし、以下の部分がアーケード版と異なる。
  - デモ画面（搬送シーン）
  - 檻に閉じ込められているドンキーコングが両手足を動かる仕草が無く、また両手足に嵌められている手足枷が無い。
  - 1面で青のスナップジョーが水面に潜る際に生じる水しぶきが無い。
  - 2面でニットピッカーが投下する卵が地面に落ちる際、卵が真っ二つに割れるシーンが無い。
- ファミリーコンピュータ版ドンキーコングではレベル133で残りタイムが400になり25mから先には進めなくなるが、本作品では9000になり、本来1000を切ってから流れるはずの残り時間警告音が最初から鳴り続ける。次のレベル134では初期タイムが"E800"と表示され、ここでも最初から時間警告音が鳴り続けるがクリアは可能。ところが、レベル134をクリアしてレベル135になるとフリーズしてしまい、リセットするしかなくなる。

C1同梱版
シャープより発売されていたファミコン内蔵テレビC1の同梱ソフト（非売品）。ロムのラベルには、
[1]ドンキーコングJR.
[2]JR.算数レッスン
と表記されている。
ドンキーコングJR.（1面と4面だけの2ステージ構成で難易度選択は無い）とドンキーコングJR.の算数遊びの一部（「＋－×÷EXERCISE」に相当）が収録されている。

## 音楽

### サウンドトラック
ファミコン・ミュージック（1986年5月25日）
G.M.O.レコードより発売されたアルバム内の一作品として収録されている。
ファミコン 20TH アニバーサリー オリジナル・サウンド・トラックス VOL.1（2004年1月7日）
サイトロン・デジタルコンテンツより発売されたCD内の一作品として収録されている。

## スタッフ
アーケード版
- スタッフ：山本雅央、西澤健治、MASAYOSHI.O、H.HOSHINO
- ゲームデザイン：宮本茂
- グラフィックデザイン：宮本茂、坂本賀勇
- プログラム：緒方旗生（岩崎技研工業）
- サウンド・デザイン：兼岡行男、田中宏和
- プロデューサー：横井軍平、岡田智
- エグゼクティブ・プロデューサー：山内溥

ファミリーコンピュータ版
- エグゼクティブ・プロデューサー：山内溥
- プロデューサー：上村雅之
- プログラム：中郷俊彦
- サウンド：兼岡行男、田中宏和

## ゲーム&ウオッチ版

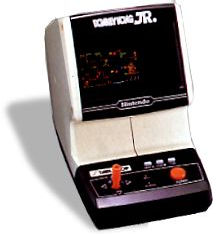
テーブルトップ版

本作は、ゲーム&ウオッチにも何度か移植されている。
- 1982年10月26日 『ドンキーコングJR.』（ニューワイドスクリーン）
- 1983年3月7日 『ドンキーコング2』（マルチスクリーン）
- 1983年4月28日 『ドンキーコングJR.』（テーブルトップ）
- 1983年10月7日 『ドンキーコングJR.』（パノラマスクリーン）

ゲーム&ウオッチ版『ドンキーコングJR.』はアーケード版の1・2面をモチーフに、『ドンキーコング2』は3・4面をモチーフにしている。
以上のほかに、日本国外ではミニクラシックスでも発売された。
また、『ゲームボーイギャラリー3』には『JR.』と『2』が、『ゲームボーイギャラリー4』（GBA版は日本未発売、後にVC配信）には『JR.』がそれぞれ収録されている。
2009年8月19日よりニンテンドーDSiウェアとしてニューワイドスクリーンの移植版が配信されている。

## コピー品による訴訟
前作『ドンキーコング』のクローンである『クレイジーコング』を製造した株式会社ファルコンは任天堂から許諾を得ていたが、契約違反をしていたことから任天堂より訴訟を起こされていた。
任天堂はコピー品が氾濫している現状を考え、本作においては他社への製造許諾をせず、また基板販売もせず、本体販売のみを進める方針を採用していた。しかしファルコンは本作に関してもコピー品である『クレイジーコングJR.』を製造していた。この製造にあたっては、1982年9月に任天堂から他のコピーヤーによる案件を含めて刑事告訴され、捜査の末に1983年1月に当時の社長を含む2人が著作権法違反容疑で逮捕される事態となった。ビデオゲームの無断コピーによる逮捕者は日本では初の事例であった。これらの事件については1983年5月から公判が開かれ、1990年3月に大阪地裁において有罪判決が言い渡されている。